# روبرت ديشا
روبرت ديشا هو سياسي أمريكي، ولد في 14 يناير 1791 في غالاتين في الولايات المتحدة، وتوفي في 6 فبراير 1849 في موبيل في الولايات المتحدة. نشط حزبياً في الحزب الديمقراطي. وقد انتخب عضو مجلس النواب الأمريكي ‏ (4 مارس 1827 – 3 مارس 1831).